# Swissbib
Swissbib era il catalogo informatizzato della Biblioteca nazionale svizzera, delle biblioteche universitarie, del database retro.seals (acronimo di Swiss Electronic Academic Library Service), ZORA (Zurich Open Repository and Archive), la Swiss Posters Collection, l'Archivio svizzero di letteratura e altri materiali d'archivio digitalizzati.

## Storia
Il progetto è stato realizzato nell'ambito del programma e-lib.ch ed è diretto dalla Biblioteca Centrale dell'Università di Basilea. Lo sviluppo di Swissbib è iniziato nel 2008 e il sito è stato lanciato online a gennaio del 2010. Swissbib è stato sostituito da Swisscovery a fine 2020.

## Descrizione
Swissbib include i dati di circa 900 istituzioni di tutte le aree linguistiche della Svizzera. È un metamotore di ricerca, che memorizza i metadati bibliografici di undici biblioteche svizzere.
I suoi metadati alimentano e sono ridondati su WorldCat e Kartenportal.CH (un altro progetto di e-lib.ch), mentre Swissbib opera anche come servizio web per il Karlsruher Virtuellen Katalog (catalogo virtuale dell'Istituto di Tecnologia Karlsruhe, KIT) e varie applicazioni per terminali mobili.

## Swissbib Basel Bern
Il 6 gennaio 2014 le Università di Berna e di Basilea hanno lanciato Swissbib Basel Bern, un proprio servizio web, che è divenuto la principale interfaccia di ricerca per le rispettive biblioteche universitarie. Swissbib Basel Bern è uno strumento di ricerca che può essere utilizzato per cercare libri, articoli di riviste, e-book e riviste elettroniche, sia da PC che da dispositivi mobili.
La banca dati è alimentata dai cataloghi delle biblioteche universitarie di Basilea e di Berna (compresa la Biblioteca delle Scienze Esatte), delle loro biblioteche congiunte, delle biblioteche dell'Università delle Scienze Applicate di Berna, delle biblioteche della Svizzera nordoccidentale dalle loro sedi a Berna o Basilea, della Biblioteca nazionale svizzera e della sua sede nella capitale elvetica.
Il sito integra un indice esterno dei media elettronici, fornendo in alcuni casi l'accesso al testo completo oltre al record bibliografico. L'utente può utilizzare una navigazione a faccette e ordinare gli elementi trovati per pertinenza, anno, autore o titolo.